# Lythria meresi
Lythria meresi är en fjärilsart som beskrevs av Lampa 1885. Lythria meresi ingår i släktet Lythria och familjen mätare. Inga underarter finns listade i Catalogue of Life.